# Rexford Tugwell

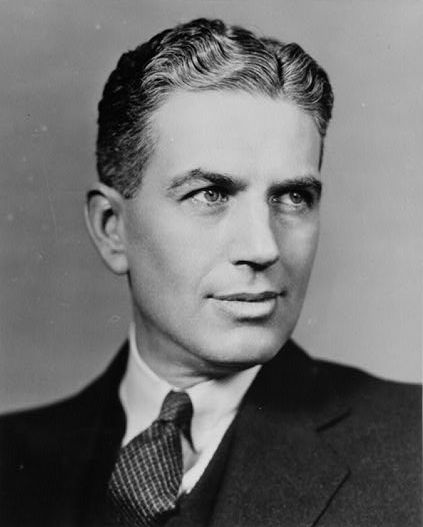
Rexford G. Tugwell

Rexford Guy Tugwell (* 10. Juli 1891 in Sinclairville, New York, USA; † 21. Juli 1979 in Santa Barbara, Kalifornien) war ein Agrarökonom und Mitglied einer Gruppe von Akademikern der Columbia-Universität, die als Teil des ersten Beraterstabs um Franklin D. Roosevelt erfolgreich Handlungsempfehlungen mit dem Ziel entwickelte, Roosevelt im Jahr 1932 zum Präsidenten der Vereinigten Staaten zu wählen. Tugwell arbeitete nach dem Erreichen dieses Ziels für vier Jahre in der Verwaltung unter Roosevelt und war einer von mehreren Intellektuellen, die wesentliche Teile zu dessen New Deal erarbeiteten. Später diente Tugwell außerdem als Direktor der New York City Planungskommission, als Gouverneur von Puerto Rico sowie als Professor an diversen Universitäten.

## Leben

### Frühes Leben und Ausbildung
In seiner Jugend wurde Tugwell durch die Werke von Upton Sinclair, James Bryce und Edward Bellamy über Arbeiterrechte und liberale Politik auf diese Themen aufmerksam. Er begann sein Wirtschaftsstudium an der Wharton School of Finance and Commerce der University of Pennsylvania und promovierte an der Columbia University. Während seines Studiums wurde er maßgeblich durch Professoren wie Scott Nearing, Simon Patten, Carl Parker und John Dewey beeinflusst. Nach dem Abschluss des Studiums arbeitete Tugwell als Professor an Universitäten in Washington, Paris sowie auch an der Columbia University.
Tugwell ging wirtschaftliche Fragestellungen experimentell an und betrachtete die industrielle Planung des Ersten Weltkriegs als erfolgreiches Experiment. Er verteidigte eine von der Industrie betriebene Agrarplanung als wirksames Mittel gegen ländliche Armut, die nach dem Kriegsende weit verbreitet gewesen war. Diese Methode zur Kontrolle von Produktion, Preis- und Kostenniveau erlangte insbesondere Bedeutung mit dem Beginn der Großen Depression.

### Mitarbeiter des Stabs von Franklin Roosevelt
1932 wurde Tugwell in das Beraterteam um Franklin Roosevelt eingeladen, das später unter dem Namen Brain Trust bekannt wurde. Nach Roosevelts Amtseinführung 1933 wurde Tugwell zunächst als Assistenz-Sekretär und ab 1934 als Untersekretär im US-Ministerium für Landwirtschaft angestellt. Er arbeitete an der Entwicklung des auch unter New Deal bekannten Agricultural Adjustment Act (AAA) mit und war später auch dessen Direktor. Der AAA bestand zu wesentlichen Teilen aus einem Programm zur Zuweisung von landwirtschaftlichen Quoten, aus dem Landwirte bezahlt wurden, die ihre Produktionsmenge freiwillig um etwa 30 % senkten. Finanziert wurde es durch eine Steuer auf produzierende Betriebe, die landwirtschaftliche Erzeugnisse als Rohstoffe einsetzten. Das Ministerium steuerte die Produktion von wichtigen Agrargütern durch die Anpassung der zugeteilten Finanzmittel für Nicht-Produktion.
Tugwell spielte ebenfalls eine tragende Rolle bei der Installation des Soil Conservation Service (seit 1994 Natural Resources Conservation Service), dessen Hauptziel in der Eingrenzung und Wiederherstellung von Grundstücken schlechter Qualität bestand. Dies betraf insbesondere die während der 1930er von Staubstürmen geplagte Dust Bowl in den Great Plains. 1938 wirkte Tugwell bei der Konzeptionierung des Federal Food, Drug, and Cosmetic Act mit.
Im April 1935 gründeten Tugwell und Roosevelt die Resettlement Administration (RA) als Untersektion der Federal Emergency Relief Administration (ab 1939 Works Progress Administration). Die RA wurde von Tugwell geführt und hatte das Ziel, gesunde Siedlungen für Arbeitslose auf dem Land anzulegen, um ihnen Zugang zu städtischen Vorzügen zu ermöglichen. Einige der Aktivitäten der RA bestanden in der Konservierung von Ländereien und Hilfe für die ländliche Bevölkerung, aber das bekannteste Programm war die Konzeption und der Bau von neuen Satelliten-Städten in der Nähe der Großstädte. In ihrem Buch The Death and Life of Great American Cities zitiert die Autorin Jane Jacobs kritisch eine Aussage von Tugwell zu diesem Programm: “My idea is to go just outside centers of population, pick up cheap land, build a whole community and entice people into it. Then go back into the cities and tear down whole slums and make parks of them.” (Jane Jacobs: The Death and Life of Great American Cities, Kapitel 16, S. 310, deutsch: „Meine Idee ist, an der Grenze zu den Zentren der Bevölkerung billiges Land zu nehmen, eine Siedlung aufzubauen und Leute dorthin zu locken. Dann gehen wir in die Städte zurück, reißen die Slums ab und machen daraus Parkanlagen.“) Drei dieser sogenannten Greenbelt-Siedlungen wurden gebaut, bevor der Oberste Gerichtshof der Vereinigten Staaten das Programm als nicht verfassungsgemäß stoppte. Der Bau von Häusern wurde als alleinige Befugnis der Bundesstaaten erachtet und die RA als illegaler Teil der Federal Emergency Relief Administration geschlossen.
Tugwell war bereits zuvor als „Rex der Rote“ diffamiert worden, das Umsiedlungsprogramm der RA brachte ihm eine weitere Verunglimpfung als „kommunistisch“ und „unamerikanisch“ ein.

### American Molasses Co.
Mit Beginn der Widerstände gegen seine Grundsätze und Methoden kündigte Tugwell Ende 1936 als Mitarbeiter der Roosevelt-Verwaltung und wurde Vizepräsident der American Molasses Corporation. Zu diesem Zeitpunkt trennte er sich ebenfalls von seiner ersten Frau und heiratete seine frühere Assistentin Grace Falke.

### Direktor der New York City Planungskommission
1938 wurde Tugwell der erste Direktor der New York City Planning Commission, die heute als New York City Department of City Planning bekannt ist. Der reformistische Bürgermeister von New York, Fiorello LaGuardia, gründete die Kommission als Teil einer städtischen Satzungsreform, die auf die Verringerung von Korruption und bestehenden Ineffizienzen ausgerichtet war. Die Planungskommission verfügte jedoch nur über begrenzten Einfluss – sämtliche Entscheidungen mussten durch das New York City Board of Estimate genehmigt werden. Davon unbeeindruckt versuchte Tugwell, die Macht der Kommission auszunutzen und zu bestärken, indem er den Versuch unternahm, nachträglich fehlerhafte Landnutzungen dennoch zu ermöglichen, ungeachtet der fehlenden Unterstützung durch die Öffentlichkeit oder die Gesetzgebung. Die von ihm geführte Kommission strebte danach, Sozialwohnungen in moderater Bebauungsdichte zu etablieren, genehmigte aber dennoch regelmäßig Anträge auf eine größere Dichte. Schließlich versetzte Robert Moses Tugwells Vorschlag für einen auf 50 Jahre angelegten Plan für den Schutz von offenen Flächen durch eine sehr heftige öffentliche Gegenkampagne den Todesstoß.

### Gouverneur von Puerto Rico
Tugwell war von 1941 bis 1946 der letzte durch die USA eingesetzte Gouverneur von Puerto Rico. Er arbeitete mit der dortigen Legislative zusammen und gründete 1942 das Puerto Rico Planning Board. Darüber hinaus förderte er die puerto-ricanische Selbstverwaltung im Jahr 1948 durch die Aufhebung des seit 1917 geltenden Jones–Shafroth Act, nach dem alle Einwohner Puerto Ricos automatisch US-Bürger waren. Tugwell unterstützte außerdem die populäre politische Bewegung von Luis Muñoz Marín.
Im Zuge seiner Vorbereitungen für den Rückzug vom Amt des Gouverneurs war er entscheidend am Prozess beteiligt, einen Puerto Ricaner als Nachfolger zu installieren. Die Wahl fiel schließlich auf den bisherigen Resident Commissioner Jesús T. Piñero, der später auch Kanzler der Universität von Puerto Rico wurde.

### Rückkehr in die akademische Welt
Nach seiner Zeit als Gouverneur kehrte Tugwell in die akademische Lehre zurück. Er war lange Zeit an der University of Chicago beschäftigt und unterstützte diese bei der Entwicklung ihres Planungsprogramms. Bezeichnenderweise zog er nach Greenbelt, Maryland – ein Vorort von Washington, D.C., der unter seiner Führung von der Resettlement Administration entworfen und gebaut worden war.
Nach den Atombombenabwürfen über Hiroshima und Nagasaki sah Tugwell das Konzept der Global Governance als einzig sicheren Weg zur Vermeidung einer nuklearen Apokalypse. Er beteiligte sich in den Jahren 1945–48 am Committee to Frame a World Constitution (Kommission zur Bildung einer Weltverfassung). Er betrachtete außerdem eine Überarbeitung der nationalen Verfassung der USA als notwendig für zukünftige ökonomische Planungen und entwarf in fortgeschrittenem Alter eine Verfassung für die neuen Staaten von Amerika. In dieser ordnete er die Planung als neue Zuständigkeit neben Wahlen und Aufsichtstätigkeiten der Bundesregierung zu.
Während dieser Zeit schrieb Tugwell mehrere Bücher, darunter eine Biografie über Grover Cleveland mit dem Untertitel A Biography of the President Whose Uncompromising Honesty and Integrity Failed America in a Time of Crisis (Macmillan Company, New York (1968)). Er schrieb ebenfalls eine Biografie über Franklin D. Roosevelt mit dem Titel FDR: An Architect of an Era sowie das Buch A Stricken Land, in dem er seine Memoiren die Jahre in Puerto Rico veröffentlichte. Dieses Buch wurde im Jahr 2007 bei der
Muñoz Marín Stiftung neu aufgelegt.

## Erwähnungen in der Literatur
Der Roman Das Orakel vom Berge von Philip K. Dick enthält ein Buch im Buch mit dem Titel Schwer liegt die Heuschrecke, in welchem Rexford Tugwell Präsident der Vereinigten Staaten von Amerika ist.
Tugwell wird außerdem im Buch Home Country von Ernie Pyle erwähnt.

## Veröffentlichungen
- The Economic Basis of Public Interest. George Banta Publishing, Menasha WI 1922.
- Industry’s Coming of Age. Harcourt, Brace, New York 1927.
- Mr. Hoover’s Economic Policy. John Day, New York 1932.
- The Industrial Discipline and the Governmental Arts. Columbia University Press, New York 1933.
- The Battle for Democracy. Columbia University Press, New York 1935.
- Changing the Colonial Climate: the Story, from His Official Messages, of Governor Rexford Guy Tugwell’s Efforts to Bring Democracy to an Island Possession Which Serves the United Nations as a Warbase, selection and explanatory comments by J. San Juan Lear. Bureau of Supplies, Printing, and Transportation, 1942.
- Puerto Rican Public Papers of R. G. Tugwell, Governor, San Juan. Service Office of the Government of Puerto Rico, Printing Division, 1945.
- Forty-Fifth Annual Report of the Governor, 1945, San Juan. Government of Puerto Rico, 1945.
- The Stricken Land: The Story of Puerto Rico. Doubleday, Garden City NY 1947, ISBN 978-0-8371-0252-8
- The Place of Planning in Society: Seven Lectures. Office of the Government Planning Board, San Juan 1954.
- A Chronicle of Jeopardy, 1945–1955. University of Chicago Press, Chicago 1955.
- The Democratic Roosevelt: A Biography of Franklin D. Roosevelt. Doubleday, Garden City NY 1957.
- The Art of Politics, As Practiced by Three Great Americans: Franklin Delano Roosevelt, Luis Munoz Marin, and Fiorell H. LaGuardia. Doubleday, Garden City NY 1958.
- The Enlargement of the Presidency. Doubleday, Garden City NY 1960.
- The Light of Other Days. Doubleday, Garden City NY 1962.
- How They Became President. Simon & Schuster, 1964.
- FDR: An Architect of an Era. Macmillan, 1967.
- The Brains Trust. Viking Press, 1968, ISBN 978-0-670-00273-3 (erhielt den Bancroft-Preis, über die Gruppe Berater von Roosevelt im New Deal in den 1930er Jahren, der er selbst angehörte)
- In Search of Roosevelt. Harvard University Press, Cambridge, MA 1972, ISBN 978-0-674-44625-0
- The Emerging Constitution. Harper’s Magazine Press, 1974, ISBN 978-0-06-128225-6.